# Geschiedenis van Griekenland
De geschiedenis van Griekenland, en met name de Griekse beschaving uit de Oudheid, neemt een bijzondere plaats in voor het begrijpen van de westerse wereld. Het theater en de filosofie werden geboren in Griekenland. De Grieken bedachten een systeem, de democratie, dat nu nog dient als inspiratie. De geschiedenis van het oude Griekenland is niet beperkt tot de rivaliteit tussen Athene en Sparta. Honderden steden langs de kusten van de Middellandse Zee en de Zwarte Zee verspreidden het hellenisme, de levenswijze en het denken van de Grieken. Dit artikel beoogt een overzicht te geven van de geschiedenis van Griekenland van de Oudheid tot heden.

## Aegeïsche beschavingen
De oudste geschiedenis komt voor ons tot leven door de resultaten van de opgravingen.
Enige kennis van de Griekse mythen en verhalen moet een bezoek aan de plaatsen, waar ze zich volgens de klassieke schrijvers hebben afgespeeld, interessanter maken en verduidelijkt vaak de kijk op het heiligdom. De mythologie geeft een idee van het geloof der oude Grieken dat zeer verbonden was aan de natuur: de goden werd dank gebracht als regen de akkers laafde, hun toorn moest afgewend worden als een natuurramp dreigde. De Grieken kenden vele vruchtbaarheidsriten. Natuurkrachten werden als goden vereerd: het zonlicht als Apollo, de zee als Poseidon en Zeus als oppergod en god van de hemel, de landbouw en vruchtbaarheid als Demeter, enzovoort.
De Aegeïsche beschaving is de algemene term voor de vroege culturen in Griekenland en rond de Aegeïsche Zee.

### Kreta
Vondsten op het vasteland, maar vooral op de Cycladen en op Kreta, hebben aangetoond dat er in de steentijd al een tamelijk hoogwaardige beschaving aanwezig was. Tegen het einde van het Neolithicum (jonge steentijd), ongeveer 3000 v.Chr., kwam een nieuw mediterraan volk naar Kreta dat verwantschap vertoonde met de volken van Klein-Azië en Egypte. Deze nieuwkomers zullen zich vermengd hebben met de vroegere eilandbewoners. Zij ontwikkelden zich tot goede zeevaarders en handelslieden maar ook tot een kunstzinnig en vredelievend volk dat een grote liefde had voor de natuur en een zorgeloos leven leidde.
Hun gracieuze kunstvoorwerpen stralen zin voor kleur, fantasie en beweging uit. In hun paleizen tonen zij zich geniale bouwmeesters. De Minoïsche cultuur -genoemd naar de legendarische koning Minos- met een volkomen eigen karakter begint rond 2600 v.Chr. en beleeft zijn hoogste bloei tussen 1600 en 1400 v.Chr..
De Minoïsche beschaving heeft invloed uitgeoefend op (en ook ondergaan van!) de landen rond de Middellandse Zee. Het verhaal van Theseus en de Minotaurus lijkt te wijzen op onderdanigheid van Athene aan de zeemacht van Kreta.
Omstreeks 1400 v.Chr. luidde een vulkaanexplosie op het eiland Thera (of Santoríni) het einde in van de Minoïsche beschaving. De Achaeërs, die zich waarschijnlijk kort voor de natuurramp op Kreta hadden gevestigd, namen de erfenis over en verbreidden hun cultuur over vele eilanden.

### Achaeërs
Omstreeks 2000 v.Chr. was het in de Balkan en Klein-Azië onrustig wegens binnenvallende en rondtrekkende volken die op zoek waren naar geschikte woonplaatsen. Indo-Europese stammen vielen vanuit het noorden Griekenland binnen. Eerst waren dit de Achaeërs, later gevolgd door de Aeoliërs en Ioniërs; deze stammen voerden het paard in Griekenland in. Ze vermengden zich met de onderworpen bevolking en namen hun cultuur gedeeltelijk over. De Achaeërs wisten de grootste macht te verwerven; brandpunten van hun beschaving waren Mykene, Tiryns en Pylos, waarop de invloed van de Kretenzische cultuur niet te ontkennen valt; men spreekt dan ook van een Kreto-Mykeense cultuur.
Van de krijgshaftige Achaeërs kennen we de geweldige burchten, onder andere in Mykene, Argos en Tiryns, waarvan de muren uit zulke geweldige steenblokken bestonden dat latere bewoners ze voor bouwwerken van de cyclopen aanzagen en ze de Cyclopische muren noemden. Over de Achaeërs verhaalde Homeros in zijn Ilias. De oudere bewoners van Griekenland, van wie heel weinig bekend is, worden met verschillende namen aangeduid, zoals Kariërs en Pelasgen. De Grieken worden later Hellenen genoemd, naar een Aeolische stam in Thessalië. De benaming Grieken is afkomstig van de Romeinen, die in het noordwesten van het land kennis maakten met een stam die ze Graeci noemden.

### Duistere eeuwen
De duistere eeuwen of donkere eeuwen, ook wel Griekse middeleeuwen, is de periode in de Griekse geschiedenis die valt tussen het einde van de prehelleense beschavingen uit de bronstijd, ongeveer 1180 v.Chr., en het ontstaan van de eerste Griekse poleis in ongeveer de 8e eeuw v.Chr. en het begin van de Griekse kolonisatie, ongeveer 750 v.Chr.
Het bijvoeglijk naamwoord duister benadrukt het scherpe contrast met de voorafgaande schitterende Minoïsche, de Helladische of Myceense en de Cycladische beschavingen van de bronstijd, waaraan rond 1189–1180 v.Chr. in de tijd van de brandcatastrofe een einde kwam. Toen begon een periode, vooral tussen 1100 en 900 v.Chr., waarover weinig bekend is en die daarom 'donker' of duister' wordt genoemd. De voornaamste bronnen worden gevormd door enerzijds de moderne archeologie en anderzijds interpretaties van de grote aan Homerus toegedichte epische dichtwerken, de Ilias en de Odyssee. Tijdens de duistere eeuwen werd de basis gelegd voor de volgende Griekse bloeiperiode: de Archaïsche periode.

#### Trojaanse Oorlog
De Trojaanse Oorlog brak omstreeks 1200 v.Chr. uit, 1208 v. Chr. wordt aangenomen als het jaar van de Val van Troje. Volgens de Griekse overlevering was 'de schone' Helena, vrouw van de Spartaanse koning Menelaos, door de Trojaanse prins Paris ontvoerd. Die schanddaad moest worden gewroken. De Myceense koning Agamemnon, broer van Menelaos, voerde de Griekse vorsten aan in hun strijd tegen Troje, dat pas na tien jaar, door de list met het houten paard, in handen van de Grieken viel.
Een historisch juistere reden voor het uitbreken van deze oorlog zal wel zijn dat de Trojanen de Griekse handel aan de Hellespont bedreigden. Vierhonderd jaar na de feiten heeft Homerus deze oorlog in zijn Ilias vereeuwigd.

#### De inval van de Doriërs
Omstreeks 1100 v.Chr. drongen de Doriërs vanuit het noordwesten van Griekenland onweerstaanbaar op naar het zuiden. De invallers zagen in de Achaeërs géén stamverwanten; ze veroverden hun steden en brachten de Kreto-Myceense cultuur de genadeslag toe. Vele bewoners vluchtten naar de eilanden en de bergen; de Doriërs drongen door tot op de Peloponnesos, waar Sparta het centrum werd van hun soldatenstaat.
De Doriërs beschikten al over de kennis om brons te bewerken, waarvan zij wapens vervaardigden en daarmee een voordeel hadden op de Achaeërs. Maar de kunstzin van de Achaeërs en de Ioniërs kreeg voorlopig weinig kans zich te uiten.

#### Stadstaten
Eén eeuw na de Dorische volksverhuizing werd het weer rustig in Griekenland. De Achaiërs vermengden zich met de Aioliërs, Ioniërs en Doriërs. Er ontstond een tweehonderdtal stadstaatjes en er werd gekoloniseerd -wegens gebrek aan landbouwgrond, het uitbreken van politieke woelingen en later om handelsdoeleinden- op de eilanden, de kust van Klein-Azië en later op de westelijke kusten van de Middellandse Zee.
Elke stadstaat ("polis") -gewoonlijk een ommuurde stad met enkele omliggende dorpen, landerijen en olijfgaarden- was autonoom en stond onder leiding van een koning en de aristocratie, waarbij de volksvergadering meer of minder invloed had.
Het groot aantal stadstaatjes is te verklaren uit de geografische verdeeldheid van het land, dat door bergruggen en zee-inhammen in kleine, natuurlijke landschappen was opgesplitst. De grootste en belangrijkste stadstaten ten tijde van de gouden eeuw (5e eeuw v.C.)waren Athene en Sparta; ze streden om de leiding in de Griekse statenwereld. In 820 v.Chr. kreeg het Dorische Sparta van zijn (vermoedelijk legendarische) wetgever Lycurgus een aristocratische staatsregeling (twee koningen als legeraanvoerders, een gerousia (raad van oudsten), vijf eforen en de apella) die de grondslag vormde van een militaire staat.
Van noord naar zuid zijn op het vasteland, de eilanden en de kust van Klein-Azië drie bevolkingsgordels te onderscheiden: de Aioliërs in het noorden, de Ioniërs in het midden en de Doriërs in het zuiden. Ook al kende Hellas geen staatkundige eenheid, wel was er een besef van eenheid van taal en godsdienst.
De twisten tussen de stadstaten werden gestaakt tijdens de Panhelleense Spelen, nu bekend als de Olympische Spelen, die om de vier jaar te Olympia werden gehouden als een grote cultuur- en sportdemonstratie met een religieus karakter.
De spelen dateren uit de 9e eeuw v.Chr., maar de lijst van officieel opgetekende olympiaden begint in 776 v.Chr.; de Griekse tijdrekening is op de Olympische Spelen gebaseerd.

## Archaïsche periode
In verscheidene stadstaatjes namen tirannen (Grieks týrannoi) de macht in handen; vaak stonden ze aan de kant van het gewone volk tegenover de aristocratie en bereidden ze een democratische regeringsvorm voor. Er groeide een rivaliteit tussen de zeemogendheid Athene, die heerste over Attica en verscheidene Egeïsche eilanden, en de landmogendheid Sparta die zijn macht uitbreidde over een groot deel van de Peloponnesos.

### Democratie van Athene
In 624 v.Chr. kondigde Draco zijn strenge (draconische) wetten af: de macht van de adel werd beknot, de bloedwraak beperkt, het recht om te straffen kwam aan de staat. Maar de maatschappelijke noden van kleine boeren en handelaars vroegen om andere wetten.
Die vaardigde Solon uit in 594 v.Chr.; in zijn enigszins democratische staatsregeling hadden alle (mannelijke) burgers boven de 30 burgerrecht, stemrecht en berustte de hoogste macht bij de volksvergadering.
Omstreeks 560 v.Chr, viel de macht in handen van de tiran Peisístratos, onder wiens zegenrijke bewind welvaart en kunsten bloeiden. Clisthenes ontnam in 508 v.Chr. de adel zijn invloed en voerde een echt democratisch bestuur in. Zijn schervengerecht of ostracisme bood de gelegenheid ongewenste staatslieden uit Athene te verbannen. De naam is ontleend aan het óstrakon (scherf) waarop de leden van de volksvergadering de naam krasten van de staatsman, die ze een gevaar vonden voor de staat.

## Klassieke periode

### Perzische Oorlogen
De Perzen hadden de Griekse koloniën in Ionië op de westkust van Klein-Azië veroverd. In het jaar 500 v.Chr. kwamen de koloniën in opstand en kregen steun van Athene en van de stad Eretria. Koning Darius I van Perzië onderdrukte de Ionische Opstand en wilde daarna Athene en Eretria straffen en tevens Europees Griekenland veroveren.
In 492 v.Chr. werd het Perzische gevaar afgewend, doordat de vloot in een storm bij de berg Athos werd vernietigd, waarna ook het Perzische leger naar huis weerkeerde. In 490 v.Chr. volgde de tweede aanval, nu alleen over zee. Eretria werd alsnog uit wraak voor de Griekse steun aan de Ionische Opstand verwoest en daarna landden de Perzen bij de vlakte van Marathon op de oostkust van Attica, maar daar werden ze door de Athener Miltiades teruggeslagen in de bekend gebleven Slag bij Marathon op 42 km afstand van Athene. Na om het schiereiland Attica heen te zijn gevaren, zagen zij dat Athene nog te sterk verdedigd was en keerden zonder resultaat naar huis terug.
Xerxes, Darius' zoon en opvolger, stuurde in 480 v.Chr. opnieuw een leger en een vloot naar Griekenland. Na raadpleging van het orakel van Delphi had de Atheense staatsman Themistocles een grote vloot laten bouwen en wel met de inkomsten van de zilvermijnen van Laurion.
In de bergpas van Thermopylae ten noorden van Athene hield de Spartaanse koning Leonidas de Perzen enkele dagen tegen met een veel kleiner leger van diverse Griekse bondgenoten in de slag bij Thermopylae, maar toen de verrader Ephialtes de Perzen de weg wees om de bergpas heen, konden zij de 300 overgebleven Spartanen van achteren aanvallen en verslaan. De Perzen konden toen eindelijk opmarcheren naar Athene, dat in brand werd gestoken, maar de mannen hadden de vloot bemand en de vrouwen en kinderen waren overgevaren naar de eilanden Aegina en Salamis. In de baai van Salamis leed de Perzische vloot een nederlaag in de Slag bij Salamis. In 479 v.Chr. werd het Perzische landleger bij Plataeae te land verslagen door de Spartaanse koning Pausanias. In datzelfde jaar werden de restanten van de Perzische vloot vernietigd in de slag bij Mycale aan de Ionische kust en ook het Perzische landleger werd nog eens verslagen. Daarmee waren ook de Ionische steden en eilanden van de Perzen bevrijd.

### De Gouden Eeuw van Pericles
Om zich in de toekomst beter tegen Perzië te kunnen verdedigen, sloten de bevrijde stadstaten en eilanden in 477 v.Chr. een verbond met Athene: de Delisch-Attische Zeebond. Elk lid moest geld of schepen leveren; het geld werd eerst bewaard op het eiland Delos en later in Athene.
Pas in 448 v.Chr. werd er vrede met Perzië gesloten. Maar daarna brak er een oorlog uit tussen Athene en Sparta, die in 445 v.Chr. eindigde met de wederzijdse erkenning van de Peloponnesische Bond onder leiding van Sparta en de Delisch-Attische Zeebond onder leiding van Athene.
De tijd van Pericles is de "Gouden Eeuw" van Athene; na de Perzische Oorlogen beleefde het geestesleven er zijn hoogste ontplooiing. Pericles maakte van Athene de schoonste, rijkste en machtigste stadstaat van Griekenland: de schoonste, door de stad te verfraaien met de prachtigste bouwwerken; de sterkste, door vloot, haven en vestingwerken (de "Lange Muren") uit te breiden; de rijkste, door de bloeiende handel en nijverheid en de bijdragen van de bondsleden; de machtigste, door de grote vloot van de Zeebond.

### De Griekse beschaving
In korte tijd heeft Athene onder Pericles een prestatie geleverd die haar weerga in de historie niet vindt. De ontwikkeling van de menselijke zelfreflectie uitte zich op velerlei terrein, vooral in de lyriek, wijsbegeerte, bouw- en beeldhouwkunst. Enkele belangrijke namen zijn: Hippocrates van het eiland Kos was de grondlegger van de medische wetenschap; grote lyrische dichters waren Sappho, de dichteres van het eiland Lesbos, omstreeks 600 v.Chr., en Pindarus uit Thebe.
De drie beroemde tragediedichters waren: Aeschylus, Sophocles en Euripides. De grootste blijspeldichter was Aristophanes.
Herodotos uit Halicarnassus was de geschiedschrijver van de Perzische Oorlogen; Thucydides uit Athene beschreef het eerste deel van de Peloponnesische oorlog; Xenophon uit Athene zette in zijn «Hellèniká» het werk van Thucydides voort en beschreef in de «Anábasis» de tocht van 10.000 Griekse huurlingen door Klein-Azië.
Demosthenes was de grote Attische redenaar die in felle redevoeringen, «Filippiká», waarschuwde tegen de groeiende macht van koning Philippus II van Macedonië en met succes, want het kwam tot een gezamenlijke veldtocht van Thebe en Athene tegen Macedonië, maar die liep uit op een nederlaag. Ictinus, Callicrates en Mnesicles waren architecten die de Atheense Akropolis van de prachtigste bouwwerken voorzagen. Bekende beeldhouwers in het midden van de 5e eeuw v.Chr. waren: Myron, Polyclitus, Phidias en Paionios van Mende; in de 4e eeuw v.Chr.: Scopas, Praxiteles en Lysippus.
Grote natuurfilosofen van de 6e eeuw v.Chr. waren onder anderen Heraclitus van Efeze, Thales van Milete en Pythagoras, de stichter van een godsdienstig-wijsgerige school; in de 5e eeuw v.Chr.: Democritus met zijn atomenleer, en Empedocles met zijn leer van de vier elementen: vuur, lucht, water en aarde.
De allergrootste wijsgeren van Athene waren: Socrates, de grondlegger van een seculiere moraalfilosofie, Plato, die het menselijk denken vormgaf met zijn ideeënleer, en zijn leerling Aristoteles, de vader van de logica en een aanzet tot natuurwetenschap.

### DePeloponnesische Oorlog, 431-404 v.Chr.
Dit was een oorlog tussen de aristocratische landmacht Sparta en de democratische zeemogendheid Athene. Vanaf 431 v.Chr. hield het Spartaanse leger tien jaar lang verwoestende tochten door Attica, terwijl de Atheense vloot de kusten van de Peloponnesos plunderde. Een groot verlies voor Athene was de dood van Pericles die in 429 v.Chr. stierf aan de pest; deze was uitgebroken onder de opeengehoopte bevolking die tegen Sparta bescherming zocht binnen de Lange Muren tussen Athene en Piraeus.
De tocht naar Sicilië (415 - 413 v.Chr.), met als doel het westelijke bekken van de Middellandse Zee te beheersen, bracht opnieuw een grote ramp over Athene. De wispelturige staatsman Alcibiades wilde op Sicilië enkele Griekse steden helpen tegen Syracuse, hopend daardoor zelf grote roem te verwerven. Maar de tocht mislukte, Alcibiades liep na beschuldiging van heiligschennis over naar Sparta -werd later wéér Atheens vlootvoogd en wéér afgezet- en de Atheense vloot werd vernietigd. Er volgden moeilijke jaren voor Athene (mislukte staatsgreep in 411 v.Chr.); ten slotte werd in 405 v.Chr. hun nieuwe vloot door de Spartaan Lysander bij de Hellespont verslagen. Athene moest zich overgeven, de Zeebond werd ontbonden, de vestingwerken en de Lange Muren moesten afgebroken worden.

### Spartaanse en Thebaanse hegemonie

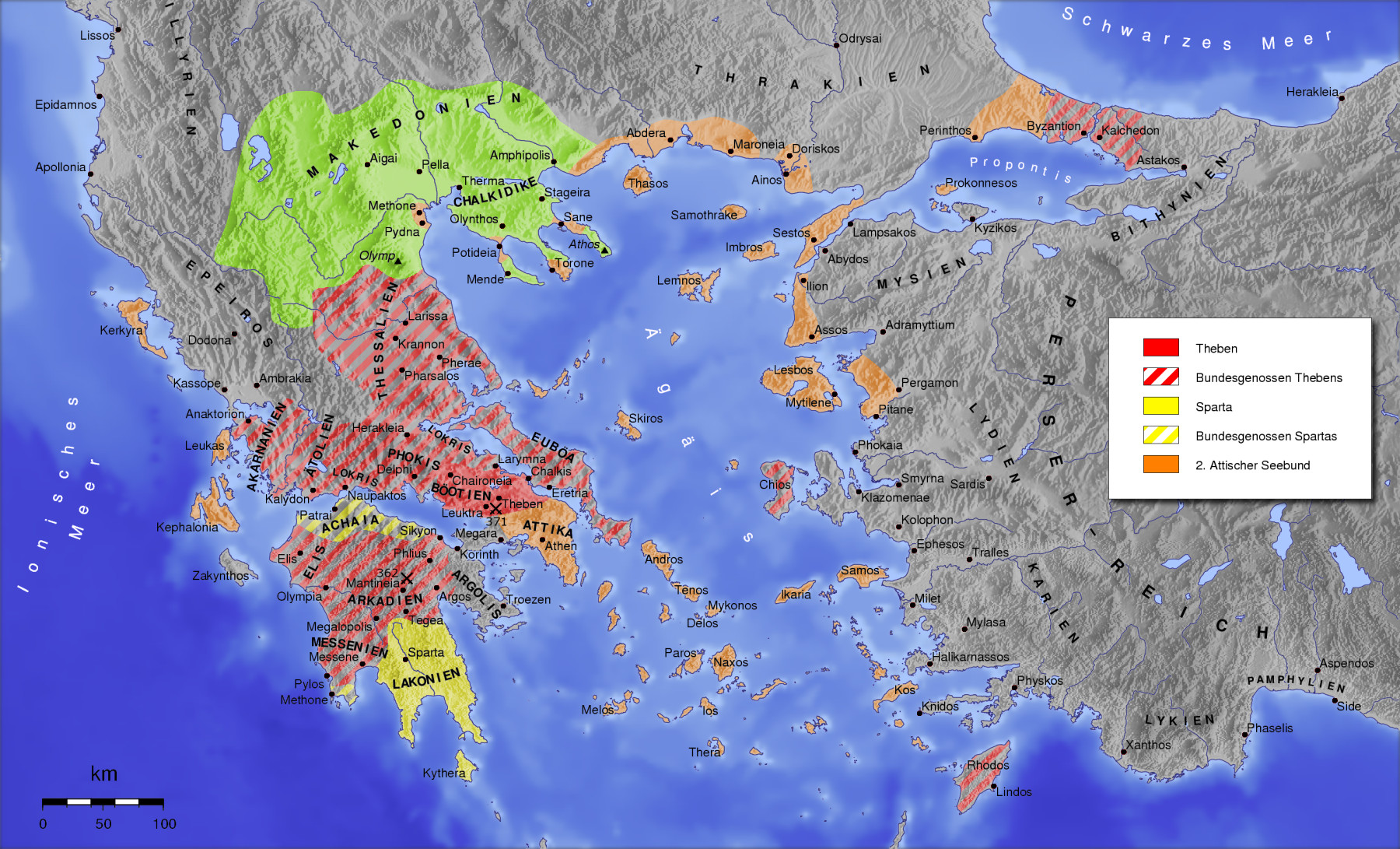
Griekenland tijdens de Thebaanse hegemonie

Athene was gekortwiekt; Sparta had de leiding genomen. Een dertigtal jaren berustte de hegemonie bij Sparta, maar toen mondde de ontevredenheid daarover uit in verzet. In 371 v.Chr. versloeg de Thebaanse veldheer Epaminondas de Spartanen bij Leuctra en bracht daarmee de hegemonie aan Thebe. Maar slechts voor korte duur, want in 362 v.Chr. stierf Epaminondas in de slag bij Mantinea. 

## Deel van het Macedonische Rijk
De onderlinge oorlogen hadden de Grieken uitgeput. Van deze verzwakking en verdeeldheid maakte koning Philippus II van Macedonië gebruik door met zijn uitmuntende leger steeds verder in Griekenland door te dringen. Demosthenes riep de Grieken op hun vrijheid te verdedigen. Enkele Griekse steden verenigden zich, maar in 338 v.Chr. leden ze tegen Macedonië de nederlaag bij Chaeronea. Dat was het einde van de Griekse vrijheid; de macht verschoof naar het tot dan toe onbelangrijke Macedonië. Voor veel stadstaten was dit echter een tijd waarin ze onafhankelijker werden doordat ze van Philippus II lokale autonomie kregen. Deze stadstaten waren hiervoor veelal onderworpen aan Perzië, de Delische bond of de Peloponnesische bond.
Philippus verbood de Grieken alle onderlinge oorlogen en verbonden, werd zelf de leider van de Griekse staatjes en liet zich kiezen tot opperbevelhebber tegen de Perzen. Maar voor hij de grote veldtocht kon beginnen, werd hij vermoord. Nog onlangs, in 1977, werd de rijke grafkamer van Philippus II gevonden in de Archeologische site van Aigai.
Alexander, zijn twintigjarige zoon, volgde hem op. Hij onderdrukte enkele Griekse opstanden en stelde Thebe als afschrikwekkend voorbeeld door het met de grond gelijk te maken. Door zijn tochten naar Egypte, Voor-Azië en Perzië maakte hij in korte tijd van Macedonië een wereldrijk, het Macedonische Rijk.

### Hellenisme, 323-146 v.C
Op drieëndertigjarige leeftijd stierf Alexander de Grote te Babylon een plotselinge dood. Veldheren en stadhouders vochten met elkaar over de opvolging, een strijd die wel veertig jaren duurde. Toen kwam er wat rust; het uitgestrekte wereldrijk was uiteengevallen in drie grote rijken van de diadochen ("opvolgers"):
Egypte met de hoofdstad Alexandrië, Syrië met Antiochië en Macedonië met Pella. Daarnaast ontstond in Klein-Azië een aantal kleinere hellenistische vorstendommen waarvan Pergamon de grootste rol heeft gespeeld. Griekenland zelf behoorde aan Macedonië; de pogingen zich vrij te maken mislukten door onderlinge verdeeldheid.
De vroege dood van Alexander belette het ontstaan van een hecht wereldrijk, maar zijn werk heeft grote gevolgen gehad voor de beschaving: hij opende de wereld voor de Griekse of Helleense cultuur en verzekerde daardoor haar voortbestaan. Hij wilde de regionale Helleense beschaving, vermengd met oosterse beschavingselementen, zien uitgroeien tot een internationale hellenistische cultuur. Alexander, die de Griekse én oosterse cultuur bewonderde, streefde naar een samenwerking der volken. Daartoe stichtte hij steden met een gemengde, multi-culturele bevolking; de taal in de hogere kringen van de Hellenistische staten was het Grieks.
In dat Grieks-oosterse rijk wilde hij een samengroeien van overwinnaars en overwonnenen, zonder onderscheid tussen Grieken en 'bárbaroi'. Zo leidde hij een nieuw cultuurtijdperk, dat van «het Hellenisme» in. Verscheidene Hellenistische staten beleefden een tijd lang een hoge geestelijke bloei. Vele Grieken trokken als handelaar, kunstenaar, dichter of geleerde naar de hellenistische hoofdsteden. Zo was Alexandrië een verzamelplaats van kunstenaars en geleerden en bezat het de grootste bibliotheek en studiecentrum van de oudheid. Ook al verplaatste zich dus het zwaartepunt van Athene naar die hoofdsteden, voor de beoefening van de wijsbegeerte bleef Athene hét centrum. In het Romeinse Rijk werd het Hellenisme een hoofdbestanddeel van de Romeinse beschaving.

### Strijd om de heerschappij in het Macedonische Rijk
Na de Tweede Diadochenoorlog was Antigonus I Monophthalmus de machtigste man, tot groot ongenoegen van de andere generaals. Dit leidde tot de Slag bij Ipsos (301 v. Chr.) en de definitieve verdeling van het Alexandrijnse Rijk. Antigonus sneuvelde en zijn zoon Demetrios Poliorketes vluchtte naar Macedonië. Na de dood van Kassander in 297 v.Chr. wist hij in 294 v.Chr. het koningschap over Macedonië te verwerven. In 287 v.Chr. werd hij door Lysimachus en Pyrrhus van Epirus verdreven.
In 285 v.Chr. verdreef Lysimachus, Pyrrhus en kroonde zichzelf tot Macedonische koning. Enkele jaren heerste hij over Westelijk Klein-Azië, Macedonië, Thracië en het gebied ten noorden daarvan tot aan de Donau. Zijn nieuwe vrouw Arsinoë II wilde dat een van haar zonen koning zou worden in de plaats van Agathocles en na een mislukte vergiftingspoging, liet Lysimachus Agathocles in de gevangenis gooien, waar hij werd vermoord. Zijn schoondochter Lysandra vluchtte met haar kinderen naar Seleucus. Wat volgde, is de Slag bij Corupedium (281 v. Chr.) waarbij Lysimachus omkwam.

### Inval van de Galaten
Onder leiding van de Kelt Brennus vielen de Galaten rond 280 V.Chr., het Balkanschiereiland binnen. De Galaten trokken plunderend door Griekenland. Legendarisch is de Slag bij Thermopylae ( 279 V. Chr. ). Na de overwinning plunderden ze Delphi. Daarna staken ze de Hellespont in 278 v.Chr. over en traden in dienst bij Nicomedes I van Bithynië.

### Macedonische Oorlogen
De Macedonische Oorlogen waren vier oorlogen tussen het Macedonische Rijk en het Romeinse Rijk. De eerste vond plaats toen Philippus V van Macedonië steun gaf aan Hannibal tijdens de Tweede Punische Oorlog. De tweede vond plaats toen dezelfde Philippus zijn steun gaf aan Antiochus III de Grote koning van het Seleucidische Rijk tijdens de Vijfde Syrische Oorlog. Pergamon, Athene en Rhodos riepen de hulp in van de Romeinen. In 197 v.Chr. behaalde de Romeinse consul Flamininus de overwinning en één jaar later kondigde hij onder groot gejubel op de Isthmische Spelen van Korinthe af, «dat de Grieken voortaan vrij zouden zijn».
In 168 v.Chr. moest Macedonië opnieuw Rome als meerdere erkennen, toen het door consul Aemilius Paulus werd verslagen bij Pydna, een havenstad ten zuidwesten van Thessaloniki. Wéér braken er daarna opstanden uit, met als gevolg dat Macedonië tot een Romeinse provincie werd gemaakt.
Als straf voor een Griekse opstand gaf de Romeinse Senaat in 146 consul Mummius de opdracht de rijke handelsstad Korinthe te verwoesten; heel Griekenland werd bij de Romeinse provincie Macedonia gevoegd, Romeins Griekenland.

## Deel van het Romeinse Rijk, 146 v.C-395 a.D.
Zestig jaar heerste er rust in Griekenland, maar in 88 v.Chr. kwam Mithridates, koning van Pontus in Klein-Azië, in verzet tegen Rome en liet in zijn land tienduizenden Romeinen vermoorden. Daarna stak hij met zijn leger over naar Griekenland, waar hij als bevrijder werd begroet. De Romeinse veldheer Sulla versloeg hem echter en nam ondertussen Athene in, maar deze stad bleef toch nog lange tijd een intellectueel en cultureel centrum.
Tijdens de Romeinse burgeroorlog tussen Pompeius en Caesar werden er in Griekenland beslissende slagen geleverd. In 48 v.Chr. versloeg Julius Caesar zijn tegenstander Pompeius in de Slag bij Pharsalus in Thessalië.
In 42 v.Chr. behaalden Marcus Antonius en Octavianus een overwinning op Brutus en Cassius, de moordenaars van Julius Caesar, bij Filippi in Macedonië. In 31 versloeg Octavianus de vloot van Antonius en Cleopatra bij Actium.
Ruim een eeuw was Griekenland een deel van de Romeinse provincie Macedonia, maar in 27 v.Chr. verhief keizer Augustus het tot de zelfstandige provincie Achaea. Het volledig herbouwde Korinthe was een belangrijke Romeinse kolonie.
In het midden van de eerste eeuw n.Chr. predikte de apostel Paulus onder andere in Korinthe, Thessaloníki, Fílippi en Athene. Spoedig verbreidde er zich het christendom.
Keizer Hadrianus, een echte filhelleen, verrijkte Athene met grootse bouwwerken; zijn opvolgers, Antoninus Pius en Marcus Aurelius, begunstigden er de filosofenscholen. Maar toen het Romeinse Rijk verzwakte, kreeg ook Griekenland last van invallen van vreemde volken. In 267 bijvoorbeeld plunderden Goten en Herulen Attica en veroverden Athene.
De Romeinse keizer Constantijn de Grote verplaatste in 330 zijn residentie van Rome naar Byzantium (sindsdien «Constantinopel» geheten), waardoor het zwaartepunt van het rijk in het oosten kwam te liggen. Het Griekse oosten kreeg een overwicht op het Latijnse westen; Constantinopel werd een christelijke stad, in een rijk waar het christendom door Constantijn tot staatsgodsdienst was verklaard.

## Deel van Byzantijnse Rijk, 395-1456
In 395 werd het rijk verdeeld in een West- en een Oost-Romeins Rijk; tot dit laatste - ook Byzantijnse Rijk geheten - behoorde Griekenland.
Als deel van het Byzantijnse Rijk had Griekenland veel last van vijandelijke invallen: eind 4e eeuw van de Goten (Gotische Oorlog (376-382) en Gotische Oorlog (395-398)), in de 5 eeuw de Hunnen en in de 6e van Slaven, Avaren, in de 8e wéér van Slaven, in de 9e van Saracenen, in de 10e van Bulgaren en in de 11e van Noormannen uit Sicilië. De eilanden werden vaak door zeerovers geplunderd.
Al was Griekenland lange tijd een onbeduidende provincie, na de 11e eeuw openbaarde zich een cultureel herstel, waarvan de orthodoxe kerken met hun prachtige mozaïeken en fresco's getuigenis afleggen.
In 1054 scheidde de oosterse of Grieks-Orthodoxe Kerk, onder leiding van de patriarch van Constantinopel, zich af van de kerk van Rome.

### De Franken in Griekenland
Op het einde van de Vierde Kruistocht (1202-1204) plunderden de westerse kruisvaarders Constantinopel en stichtten er het Latijnse keizerrijk (1204-1261). Vele ridders uit het westen en edellieden uit de handelsrepubliek Venetië richtten er feodale staten op, ook in Griekenland, en bouwden er sterke burchten waarvan er tot op heden nog verscheidene bewaard gebleven zijn. Een van deze staten was het hertogdom Athene (1205 - 1458).
Venetië nestelde zich stevig op de eilanden, in vele kustplaatsen en op de Pelopónnesos.
Van 1309 tot 1523 waren Rodos en enkele andere eilanden van de Dodekánesos in de macht van de johannieters. Mistras - bij Sparta - beleefde in de 14e en 15e eeuw een bloeitijd, als residentie van de Byzantijnse stadhouder, die de titel voerde van despoot; het ambt werd bekleed door een zoon of broer van de Byzantijnse keizer.

## Deel van het Ottomaanse Rijk, 1456-1830: de "Tourkokratía"

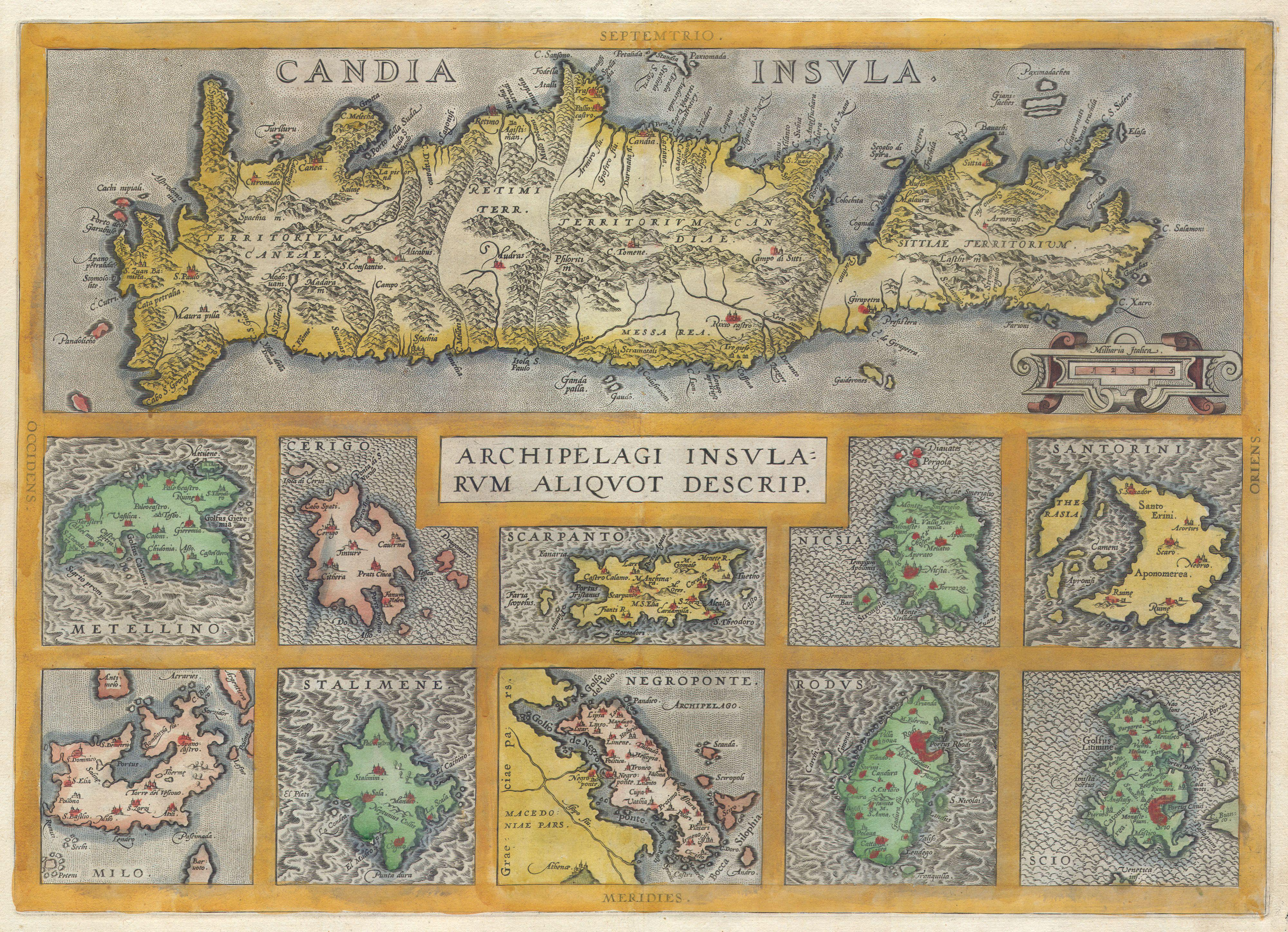
Kreta en tien andere Griekse eilanden in 1584 op een kaart van Abraham Ortelius

In 1453 viel Constantinopel in handen van de Turken; de Balkanlanden lagen toen open voor hun veroveringszucht. In 1456 veroverden ze Athene en een groot deel van het Griekse vasteland. Een aantal eilanden kwam later aan de beurt, Rodos pas in 1523, Kreta in 1669. Venetië heeft héél lang stand gehouden, op Korfoe zelfs tot 1797.
Steeds was er strijd tussen Venetië en de Turken. Een Spaans-Venetiaanse vloot onder leiding van Juan van Oostenrijk (natuurlijke zoon van keizer Karel V) bracht de Turken in 1571 bij Lepanto aan de Golf van Korinthe een verpletterende nederlaag toe. In 1687 belegerden de Venetianen de Akropolis van Athene; de Turken hadden hun kruitvoorraad opgeslagen in het Parthenon. Een mortierkogel veroorzaakte een geweldige explosie die aan het gebouw onherstelbare schade toebracht.

### Donkere eeuwen
De sultan verdeelde Griekenland in een zevental militaire districten en stuurde er Turkse boeren heen om zodoende een reserveleger bij de hand te hebben. Sommige dorpen waren eigendom van Turkse grootgrondbezitters; er waren geheel Turkse en geheel Griekse dorpen. Een militair (de agha), die vaak afwezig was, oefende er het gezag uit. Op de eilanden had men nog het minst last van de bezetter.
De Turkse overheersing was een rem op de economische ontwikkeling, de mensen - arm en onontwikkeld - werden afgeperst, ze moesten dwangarbeid verrichten, en kinderen werden ontvoerd om tot soldaten van de sultan te worden opgeleid. Toch waren er ook dorpen en steden met een behoorlijke welvaart: door de verkoop van eikels en varkens, hout en leer, door het weven van wol en het spinnen van zijde en soms ook door de landbouw. De christenen genoten een zekere mate van godsdienstvrijheid.
In de 18e eeuw werd de toestand wat draaglijker, dankzij de hulp van Rusland. Griekenland mocht sinds 1774 een handelsvloot hebben onder Russische vlag; in sommige bestuursfuncties werden Grieken benoemd. De «guerrilla» tegen de Turken ging echter door. Vele moegetergde boeren vluchtten de bergen in als hun dorp geplunderd werd of een Turks garnizoen moest herbergen. In onherbergzame gebieden hielden deze kleften (κλέφτες, eigenlijk rovers) stand als ondergrondse strijders voor de vrijheid. Het streven van de Grieken om los te komen van het in ontbinding verkerende Turkse rijk werd door de grote mogendheden besproken in 1815 op het Congres van Wenen, maar Engeland voelde er niet veel voor, omdat het de veroverde Ionische eilanden voor zichzelf wenste te behouden.
Voor een lijst met de sultans van het Ottomaanse Rijk zie: Ottomaanse dynastie.

### De Griekse Vrijheidsoorlog
De drang naar onafhankelijkheid en de propaganda van de geheime genootschappen hadden succes: in 1821 brak de opstand tegen de Turken uit. Maar al spoedig begon de tegenslag en wel door de komst van Ibrahim Pasja, de veldheer van Mehmed Ali van Egypte, die de sultan te hulp snelde. Met bloeddorstige wreedheid onderwierp hij verscheidene eilanden: op Chios werden 23.000 mensen vermoord (le massacre de Scio). Hij veroverde de Peloponnesos en drong door tot Midden-Griekenland. In 1826 vielen Athene en de sterke vesting Messolóngion hem in handen. De Griekse opstand was in bloed gesmoord, het land verwoest.
Ondertussen had echter de publieke opinie in Europa partij gekozen voor de Grieken; de genootschappen van filhellenen stuurden geld, wapens en vrijwilligers. Ze verafschuwden de Turkse moordpartijen op de Grieken, die ze als afstammelingen van de helden van Marathon en Thermopylai beschouwden.
De bekendste filhelleen was de Engelse dichter Lord Byron (1788-1824), die zich, na een zwerversleven door Europa, in 1824 als vrijwilliger meldde in het belegerde Messolóngi, waar hij drie maanden later aan de malaria bezweek.
In 1827 keerde alles ten goede: Rusland, Frankrijk en Engeland grepen in. Hun vloot bracht de Turks-Egyptische de nederlaag toe bij Navarínon, op de westkust van de Peloponnesos ten noorden van Pylos. De Turken werden verdreven uit de Pelopónnesos en Midden-Griekenland. Dit bevrijde gebied werd een republiek met Ioannis Kapodistrias als president.

## Griekenland als onafhankelijk land, 1830 tot heden
Na een moeizame onderhandeling werd Griekenland in 1830 door het Congres van Londen onafhankelijk verklaard. Nauplion werd de hoofdstad, tot men in 1834 daarvoor Athene koos. In 1831 werd Kapodistrias te Náfplion doodgeschoten. Griekse diplomaten reisden de Europese hoven af om een koning voor Griekenland te vinden, maar geen enkele regerende vorst wilde zijn zoon naar de Griekse heksenketel sturen. In 1832 werd Griekenland toch een koninkrijk: de zeventienjarige prins Otto van Beieren, zoon van de filhelleen Ludwig I uit het huis Wittelsbach, beklom als Otto I de troon.
Het was verre van rustig in het land, dat toen 750.000 inwoners telde (nu 10 miljoen). Het volk was ontevreden, omdat de beste gebieden, Noord-Griekenland en de Ionische eilanden, respectievelijk van Turkije en Engeland bleven.

### Otto I (1832-1861), de eerste koning
De jonge, toegevende en niet bijster talentvolle koning was niet de geschikte man om het achterlijke en verwoeste land met zijn grote schuldenlast te saneren. Hij regeerde als absoluut monarch, bijgestaan door Beierse adviseurs en ambtenaren, steunend op een legertje van goedbetaalde Beierse vrijwilligers.
De ontevredenheid groeide en in 1837 moest de koning zijn Beierse ministers door Griekse vervangen; in 1843 dwong een revolutie hem een grondwet (sýntagma) af, naar Belgisch model.
Een nieuwe opstand in 1861 dwong de kinderloze koning tot afstand van de troon. Otto en zijn koningin Amalia verlieten het land, waarna een rumoerige tijd volgde.

### Koning George I (1863-1913)
Na het vertrek van Otto I leverde het Deense koningshuis Sonderburg-Glücksburg een koning, en wel de achttienjarige prins Wilhelm, tweede zoon van Christiaan IX, die de naam van George I aannam. De slanke en energieke koning trouwde enkele jaren later met Olga van Rusland. De koning leefde sober, werkte hard en reisde vier jaar door het land om de moeilijkheden van zijn volk te leren kennen. Deense architecten zetten de bouwactiviteiten voort, die de Beierse bouwmeesters onder Otto I begonnen waren.
Ondanks de democratische grondwet van 1864 - algemeen mannenkiesrecht, vrijheid van pers en godsdienst - bleef Griekenland van een stabiele democratie verstoken. Dé strijdvraag van ministerie en parlement bleef: de nog onder Turks bewind staande Griekse gebieden met geweld bevrijden of de Turken te vriend houden om aan het economische herstel van eigen land te kunnen werken.
Als huwelijksgeschenk voor de nieuwe koning had Engeland in 1864 de Ionische eilanden afgestaan en in 1877 werd het vruchtbare Thessalië bij Griekenland gevoegd. In 1913, na de Balkanoorlogen, volgden Kreta, Noord-Griekenland en een aantal Egeïsche eilanden. In datzelfde jaar werd de populaire koning George I, toen hij door de straten van de pas verworven stad Thessaloníki wandelde, door een geesteszieke doodgeschoten. Zijn oudste zoon Konstantijn volgde hem op.

### Koning Constantijn I (1913-1917 en 1920-1922)
Toen in 1914 de Eerste Wereldoorlog uitbrak, wilde de liberale politicus Eleftherios Venizelos - een wilskrachtige Kretenzer die in 1910 premier was geworden - zich, ter vergroting van grondgebied, aansluiten bij de geallieerden, maar Konstantijn, gehuwd met een zuster van keizer Wilhelm II van Duitsland, was pro-Duits. Dat gaf aanleiding tot vele strubbelingen en tot het ontslag en de verbanning van Venízelos.
Onder druk van de geallieerden, die Athene bombardeerden, moest koning Konstantijn in 1917 troonsafstand doen, en met kroonprins George verliet hij het land om erger te voorkomen. Het Griekse volk deed zijn koning met bloemen uitgeleide. Franse troepen rukten Athene binnen, Venízelos keerde naar zijn land terug en verklaarde Duitsland de oorlog.
Intussen was Konstantijns tweede zoon als Alexander I (1917-1920) koning geworden; hij was getrouwd met Aspasia Manos, de beeldschone dochter van een rijke Atheense burger. Het volk beschouwde echter de verdreven koning Konstantijn als een martelaar en noemde Alexander - in zijn koninklijk paleis een gevangene van Venízelos en de geallieerden - geen koning maar «prins (regent)».
Na de Eerste Wereldoorlog kreeg Griekenland uitbreiding in Thracië ten koste van Turkije en Bulgarije (de Bulgaars West-Thracië en Turks Oost-Thracië); het verkreeg bovendien Smyrna (het huidige İzmir) en omgeving op de Turkse kust in Klein-Azië.
In 1920 stierf koning Alexander I aan bloedvergiftiging ten gevolge van de beet van een aap, toen hij zijn hondje tegen een apenaanval verdedigde. Een volksstemming riep vervolgens zijn vader Konstantijn terug: hij werd met laaiende geestdrift ontvangen en premier Venízelos moest het land opnieuw verlaten.
In 1922 speelde zich de hoogst ongelukkige oorlog tegen Turkije af, waartegen koning Konstantijn zich steeds had verzet. De Grieken waren vol van hun eeuwenoude droom: herstel van het Byzantijnse Rijk. Kemál Pasja Atatürk, de sterke man van Turkije, had de afstand van Smyrna en omgeving nooit erkend. De oorlog werd voor Griekenland rampzalig, het leed verpletterende nederlagen, de Turken staken Smyrna in brand en de Griekse bevolking vluchtte bij honderdduizenden, het Griekse leger sloeg aan het muiten. Ook werden er duizenden Griekse en Armeense inwoners gedood tijdens de Grote brand van Smyrna. De slechte afloop van de oorlog leidde tot een militaire opstand onder leiding van de Venízelos-gezinde generaal Plastiras. Konstantijn kreeg de schuld en hij trad af om een burgeroorlog te voorkomen. Zijn oudste zoon volgde hem op als George II (1922-1923).

### Koning George II (1922-1923, 1935-1941 en 1946-1947)
In 1923 stierf Konstantijn I in ballingschap te Palermo aan een hersenbloeding. In datzelfde jaar schafte het parlement de monarchie af en riep de republiek uit. Na één jaar koning geweest te zijn, vertrok George II naar Londen.

### De (tweede) Griekse Republiek (1923-1935)
In januari 1923 besloten beide partijen tot de Bevolkingsuitwisseling tussen Turkije en Griekenland. Door de bevolkingsuitwisseling - Grieks-Orthodoxen uit Turkije, Moslims uit Griekenland - stond het arme en verdeelde Griekenland voor de taak bijna anderhalf miljoen uit Turkije en andere gebieden gevluchte landgenoten onderdak, voedsel en werk te verschaffen. Grote onlust heerste er in het land: militaire opstanden, voortdurende wisselingen van ministeries, staatsgrepen, onlusten en dictatuur.
In 1928 werd Venízelos weer teruggehaald, nadat zijn partij bij de verkiezingen de meerderheid had behaald. Hij bracht enige verbetering in de economische en financiële toestand en sloot vriendschap met Turkije. Maar in 1932 werd hij door de royalisten ten val gebracht en eens te meer verbannen.

### George II weer terug
In 1935 besliste een volksstemming over het herstel van de monarchie en George II besteeg opnieuw de troon. De ernstige, eenvoudige en spaarzame vorst leefde als een eenzame in zijn kaalgeplunderde paleis. Na veertien ongelukkige huwelijksjaren had koningin Elisabeth (van Roemenië) zich van hem laten scheiden.
De koning bestreed de corruptie in het leger en in de politiek, kondigde amnestie af, ook voor Venízelos. Groot was de verdeeldheid in de politieke partijen. Door een staatsgreep werd de rechtse generaal Metáxas dictator; hij voerde de censuur in en interneerde vele tegenstanders.

### DeTweede Wereldoorlog
Op 28 oktober 1940 vielen de Italianen het land binnen. Griekenland bood dapper tegenstand, die echter niet meer mocht baten toen op 6 april 1941 ook de Duitsers het land binnenrukten. Hitler wilde met de bezetting van Griekenland zijn strategisch belangrijke zuidelijke flank beschermen. De Griekse regering en de koning verlieten Athene en vertrokken naar Kreta en later Cairo.
Tot 1944 toe voerden partizanen een guerrillastrijd tegen de Duitse bezetters, waarbij al spoedig de nationaal-communisten de leiding namen. In oktober 1944 gaven de Duitsers Athene over aan de Engelsen; de uitgeweken regering keerde naar Griekenland terug. Een volksstemming in 1946 riep ook koning George II weer op de troon, maar een jaar later stierf hij aan een hartaanval. In 1946 had Italië de Dodekanesos aan Griekenland afgestaan.

### De burgeroorlog, 1945-1949
Na de Tweede Wereldoorlog trachtten de communisten de macht in handen te krijgen, maar een Engels expeditieleger kwam de regering te hulp. De Verenigde Staten verleenden steun om de Russische expansie te voorkomen.
Er heerste echter geen rust in het land, vooral niet in de noordelijke bergstreken die door de communisten werden beheerst. Ze kregen veel aanhang wegens de slechte economische, sociale en politieke situatie.
In 1947 woedde de burgeroorlog op zijn hevigst; de regeringsgetrouwe troepen werden aangevoerd door generaal Papagos; de goedbewapende communisten, geleid door de stalinist Markos Vafiadis, sinds de vrijheidsstrijd tegen de nazi's beter bekend als 'generaal Markos', hielden strooptochten door het land en ontvoerden 26.000 Griekse kinderen naar communistische buurlanden.
In 1948 verliep de strijd door het ingrijpen van een Engels leger, onenigheid onder de communisten, leveranties van Amerikaanse wapens aan de regeringstroepen en door gebrek aan wapens bij de communisten (Joegoslavië hield op te leveren na de breuk van Tito met Moskou). In 1949 keerde de rust weer dankzij het werk en het prestige van Papagos met zijn Griekse Volksbeweging.

### Koning Paul I (1947-1964)
In 1947 werd de kinderloos gestorven George II opgevolgd door zijn broer Pávlos I (Paul), die in 1938 gehuwd was met de vijftien jaar jongere Frederika van Brunswijk.
Na de burgeroorlog had het land te kampen met grote problemen: veel huizen verwoest, het vee weggevoerd, een verbitterde mentaliteit. Het koningspaar spande zich in om de door de burgeroorlog ontstane menselijke wonden te helen. De regering financierde de terugkeer van de verdreven en gevluchte boeren naar de bergdorpen, verbood de communistische partij en interneerde vele communisten. In 1956 kregen de vrouwen kiesrecht. Het land genoot bij zijn wederopbouw grote financiële steun van de Verenigde Staten.

### Van monarchie naar republiek
Het bleef roerig in Griekenland, ook na de dood van Paul I in 1964. Paul I werd opgevolgd door zijn zoon Constantijn II, die huwde met prinses Anne-Marie van Denemarken.
In 1965 werd een groep linkse militaire samenzweerders, de Aspida (Schild), door de Griekse inlichtingendienst opgerold. Dit leidde tot een politieke crisis omdat de zoon van premier Papandréou bij dit complot betrokken zou zijn geweest. Koning Constantijn II raakte hierover in conflict met de premier en ontsloeg hem op 15 juli 1965. Onlusten en een langdurige kabinetscrisis waarbij verschillende kabinetten elkaar snel opvolgden waren het gevolg. In de vroege ochtend van 21 april 1967 pleegde een groep middelhoge officieren (merendeels kolonels) een staatsgreep. 'De Kolonels' grepen de macht omdat volgens hen "het land gevaar liep geleidelijk onder communistische invloed te geraken". Er werd direct een militaire junta gevormd, waarin kolonel Georgios Papadopoulos en generaal Stylianos Patakos, als sterke mannen naar voren traden. De junta zei in naam van de koning op te treden, maar het bleek al snel dat koning Constantijn II niets met de staatsgreep te maken had. In 1967 verkeerde de wereld nog volop in de greep van de Koude Oorlog, het Kolonelsregime werd gesteund door de Verenigde Staten die probeerde de invloed van het communisme in de regio tegen te gaan. Hoewel er een politiek leider werd aangesteld, de jurist Konstantinos Kollias, werd Papadopoulos de feitelijke leider van Griekenland. Door interne verdeeldheid raakte het Kolonelsregime verzwakt en in december 1967 keerde Constantijn II zich tegen het regime, op 13 december 1967 ontsloeg hij de ministers die tot de junta behoorden. Via de radio liet de koning weten dat hij zelf de macht naar zich toe had getrokken. Constantijn II rekende tevergeefs op de steun van de Grieken waarna de junta zich snel herstelde. Koning Constantijn II vluchtte in december 1967 met zijn gezin naar Rome, premier Kollias werd afgezet en Georgios Papadopoulos werd minister-president. Generaal Georgios Zoitakis werd regent voor de afwezige koning.
De Raad van Europa achtte Griekenland sinds de staatsgreep geen democratie meer. Om een schorsing wegens het ontbreken van een democratisch bestel te voorkomen, trad Griekenland in 1969 uit de Raad van Europa. De junta wilde dat de koning terugkwam naar Griekenland, maar Constantijn II weigerde. Hierop reorganiseerde Papadopoulos zijn kabinet, in maart 1972 werd Papadopoulos regent en verving hij Zoitakis, tegelijk bleef Papadopoulos ook premier. Het werd duidelijk dat Papadopoulos streefde naar de invoering van een republiek. Op 19 augustus 1973 werd Papadopoulos als president van de republiek Griekenland beëdigd. Er werden amper militairen opgenomen in de regering, hiermee verloor Papadopoulos de steun van de vroegere juntaleden.
Op 17 november 1973 kwam het tot een studentenopstand gericht tegen de militaire junta. Het initiatief tot dit verzet kwam van studenten van de Polytechnische School (Universiteit van Athene), massa's Grieken sloten zich aan bij de opstand en gingen de straat op om te demonstreren tegen de junta. Nog dezelfde dag, op 17 november 1973, werd de opstand hardhandig neergeslagen hierbij vonden minstens dertig demonstranten de dood. Ondanks de korte duur van de opstand worden de gebeurtenissen rond de Polytechnio nog steeds gezien als het begin van het einde voor de Kolonels.
De dag van de studentenopstand, 17 november, is in Griekenland nog steeds de dag waarop de democratie wordt gevierd. 17 november werd ook de naam van de meest beruchte terroristische groep in Griekenland: Revolutionaire Organisatie 17 november (Epanastatiki Organosi dekaefta Noemvri).
Na het verzet van de studenten volgde er op 25 november 1973 een militaire staatsgreep die zonder bloedvergieten verliep. Papadopoulos werd door zijn voormalige medestanders ten val gebracht en zat tot zijn dood op 27 juni 1999 in de gevangenis van Korýdallos, bij Athene. In 1974 kwam de als balling in Frankrijk levende Konstantinos Karamanlis aan de macht met zijn partij de Nea Dimokratia (Nieuwe Democratie). Bij een referendum in 1974 werd het koningschap van Constantijn II niet hersteld, 70% van de Grieken koos voor een republiek. In 1980 werd de toen 73-jarige Karamanlís tot president gekozen; Griekenland keerde terug in de N.A.V.O. en werd op 1 januari 1981 lid van de Europese Unie. Griekenland trad later weer uit de N.A.V.O. als protest tegen het feit dat deze organisatie de Turkse invasie van Cyprus onbestraft liet.

### Griekenland in de Europese Unie
Bij de verkiezingen in oktober 1981 voor het 300 zetels tellende parlement, behaalde de Panhelleense Socialistische partij (PASOK) met 174 zetels de absolute meerderheid. Andreas Papandreou, zoon van de vroegere socialistische premier Giorgos Papandreou, werd minister-president. Hoewel hij aanvankelijk het lidmaatschap van de N.A.V.O. discutabel stelde, werd er in 1983 een nieuw verdrag gesloten, dat onder andere betrekking had op de Amerikaanse bases in het land. Papandreou voerde vele vernieuwingen in: de bruidsschat werd afgeschaft, kerkelijk en burgerlijk huwelijk werden gelijkgesteld, de eeuwenoude spelling werd ietwat vereenvoudigd en er werden sociale hervormingen doorgevoerd. Hij erkende de P.L.O. van Yasser Arafat. De verhouding met buurland en N.A.V.O.-partner Turkije bleef gespannen, vooral na de eenzijdige onafhankelijkheidsverklaring van het Turkse deel van Cyprus in november 1983.
Papandréou, die van de Europese Unie royale subsidies voor zijn boeren wist af te persen, raakte echter steeds meer betrokken in allerlei financiële en emotionele schandalen. Aan zijn politieke carrière leek zelfs in 1989 een einde te zijn gekomen toen hij na twee ambtsperioden verpletterend verslagen werd door zijn tegenstanders van de (liberale) Néa Dimokratía.
Griekenland was in 1985 het toneel van hevige rellen nadat de politie Michalis Kaltezas doodschoot. 
De nieuwe premier Konstantinos Mitsotákis zag zich verplicht met onpopulaire maatregelen het economische puin in het land te ruimen. Regelmatig lag Griekenland met zijn E.U.-partners overhoop, onder andere door zijn houding tegenover de burgeroorlog in voormalig Joegoslavië. Als orthodox-christelijk land koos Griekenland voor de kant van Servië, en weigert het de onafhankelijkheid van de vroegere deelrepubliek Macedonië onder die naam te erkennen, uit vrees voor Macedonische aanspraken op gebieden in Noord-Griekenland (De Grieken noemen het land Skópia, naar de hoofdstad ervan, Skopje).
In 1993 verloor Mitsotakis zijn parlementaire meerderheid, nadat twee van zijn parlementsleden overstapten naar de scheurlijst (Néa Ánixi, d.i. Nieuwe Lente) van de aan de dijk gezette minister van Buitenlandse Betrekkingen Andonis Samaras. Er kwamen vervroegde parlementsverkiezingen op 10 oktober 1993, waarbij Papandréou - intussen door de rechtbank onschuldig verklaard - vrij onverwacht opnieuw op de absolute meerderheid afstevende, en na vier jaar oppositie weer aan de macht kwam. Op 1 januari 1994 nam Griekenland het E.U.-voorzitterschap over van België; het conflict met Macedonië dat zijn hoogtepunt bereikte in februari 1994, toen Griekenland tegen zijn noorderbuur een streng handelsembargo instelde, werd inmiddels – onder druk van de Europese partners – min of meer bijgelegd.
Hoe dan ook heeft Griekenland als zeer oostelijk gelegen E.U.-land zwaar te kampen met illegale immigratie, niet alleen vanuit Albanië en het voormalige oostblok, maar - via buurland Turkije - ook vanuit de moslimwereld.
Eind 1995 kreeg de zwaar zieke premier Papandreou dusdanige gezondheidsproblemen dat hij in januari 1996 moest aftreden en enkele maanden later overleed. De kersverse premier Costas Simitis kreeg het reeds na enkele dagen aan de stok met grote buur Turkije, toen een grensgeschil om het onooglijke rotseilandje Imiá bijna op een oorlog uitliep. Door toedoen van de Amerikaanse president Clinton kon een heuse oorlog vermeden worden.
Uiteraard volgen de Grieken met argusogen de politieke instabiliteit in Turkije, waar bij de parlementsverkiezingen eind 1995 de islamitische Refah-partij van Erbakán als grootse partij uit de bus kwam. Binnen de E.U. bleef Griekenland zich koppig verzetten tegen de toetreding van Turkije (E.U.-top van Luxemburg, eind 1997), dat op zijn beurt volhardde in de halsstarrigheid over de Cyprus-kwestie.
Bij de parlementsverkiezingen van maart 2004 werd Nea Dimokratia opnieuw de grootste partij van Griekenland, en kwam er na ruim 8 jaar een einde aan de regering-Simitis. Van 2004 tot 2009 was Kostas Karamanlis minister-president. In 2009 wist de PASOK echter opnieuw de verkiezingen te winnen en werd Giorgos Papandreou junior, zoon van Andreas Papandreou, benoemd als premier.
In december 2008 waren er rellen, toen Alexandros Grigoropoulos door de politie werd gedood.
Kort na het aantreden van de nieuwe regering maakte deze bekend dat Griekenland te kampen had met een nog hogere staatsschuld dan eerder al werd aangenomen. Systematisch waren er geflatteerde statistieken aangeleverd, waardoor het land eerst ten onrechte de euro had gekregen en vervolgens de euroregels ontdook. Premier Papandreou kondigde zware bezuinigingsmaatregelen aan. Door de hoge staatsschuld moest Griekenland bovendien een veel hogere rente betalen over de schuld die het had. In 2010 kreeg het land financiële hulp, voor een bedrag van 290 miljard euro. Daarvoor moest het wel de controle aanvaarden van de “trojka”, vertegenwoordigers van de Europese Commissie, het IMF en de Europese Centrale Bank. In 2018 stopte de financiële steun, en op 20 augustus 2022 werd het toezicht officieel beëindigd.
De huidige premier van Griekenland is Kyriakos Mitsotakis, zoon van oud-premier Konstantinos Mitsotakis.
Ex-koning Constantijn II keerde na een jarenlang juridisch dispuut tot aan het Europees Hof voor de Rechten van de mens, over zijn onteigende landgoederen en een schadevergoeding in 2013 terug naar Griekenland. Hij erkende de republiek en vestigde zich als privépersoon in Porto Heli. De Nederlandse koning Willem-Alexander heeft in dezelfde plaats een zomerhuis.
Griekenland werd herhaaldelijk getroffen door zware bosbranden met tientallen doden als gevolg. Dat was onder meer het geval in 2007, in 2009 en opnieuw in 2018 en 2021.